# Leistera splendens
Leistera splendens là một loài bướm đêm trong họ Noctuidae.